# Анастасија Кузмина
Анастасија Кузмина (слч. Anastasia Kuzminová, рус. Анастасия Владимировна Кузьмина; Тјумењ, 28. август 1984) је словачка биатлонка руског порекла, двострука олимпијска победница.
Рођена као Анастасија Владимировна Шипулина, на почетку каријере такмичила се за Русију за коју је у периоду од 2002. до 2005. освојила седам медаља на Светским јуниорским првенствима.
Од 2008. почела је да се такмичи за Словачку. Први већи успех био јој је сребрна медаља на Светском првенству 2009. у потери. На Олимпијским играма 2010. године освојила је две медаље, злато у спринту и сребро у потери. Постала је тек други словачки спортиста који је освојио злато на Зимским Олмпијским играма после клизача Ондреја Непале, а први под заставом независне Словачке. Исте године проглашена је и за словачког спортисту године.
На Светском првенству 2011. године у спринту освојила је бронзану медаљу.
На Олимпијским играма 2014. године успешно је одбранила титулу у спринту освојену пре четири године у Ванкуверу. Поново је проглашена за словачког спортисту године. Исте године је у Светском купу остварила своје најбоље резултате. Завршила је на шестом месту у генералном пласману и као друга у масовном старту и трећа у потери.
Анастасијин рођени брат је Олимпијски шампион из Русије, Антон Шипулин. Удата је за израелског скијаша Данијела Кузмина. Тренутно живи у Банској Бистрици. Има једног сина, Јелисеја. Није стартовала у Светском купу 2014/15, а затим се и повукла због трудноће.
На Олимпијским играма у Пјонгчангу 2018. освојила је злато у масовном страту и сребро у потери и појединачној трци на 15 km.